# Dmitrij Kartvelišvili
Dmitrij Levanovič Kartvelišvili (gruzínsky დიმიტრი ქართველიშვილი) (23. prosince 1927 – 2009) byl gruzínský komunistický politik, jenž čtyři roky působil jako předseda Rady lidových komisařů Gruzínské SSR.

## Kariéra mimo politiku
Narodil se v Tbilisi do právnické rodiny. V roce 1951 ukončil studia na Gruzínském polytechnickém institutu v oboru inženýr-mechanik. V září téhož roku nastoupil do automobilového závodu v Kutaisi na nejprve nižší inženýrské pozice, poté se v roce 1955 stal spolupracovníkem šéfkonstruktéra závodu, jehož o deset let později v této funkci nakrátko vystřídal, aby se pak stal hlavním inženýrem.

## Politika
V roce 1956 vstoupil do KSSS. V politice byl z důvodu zaměstnání sice nečinný, ale v 70. letech svou politickou kariéru už odstartoval. V červnu 1971 se stal předsedou výkonného výboru města Kutaisi, odkud se přesunul do Tbilisi, kde v roce 1975 nastoupil jako náměstek ministra průmyslu, dopravy a o rok později jako místopředseda Rady ministrů Gruzínské SSR.
Po tragické smrti předsedy Rady ministrů Zuraba Pataridzeho nastoupil 2. července 1982 na jeho místo a setrval ve funkci premiéra Gruzínské SSR čtyři roky. Po svém odchodu z funkce se na čas stáhl z politiky a od roku 1988 působil jako ředitel projektantského a technologického institutu. Od listopadu 1989 byl opět náměstkem ministra průmyslu. V říjnu 1990 odešel do důchodu.
V souvislosti s politickými funkcemi se jako delegát účastnil 10. a 11. sjezdu Nejvyššího sovětu SSSR.
Byl držitelem Řádu Rudého praporu práce.